# Acalitus
Acalitus es un género de ácaros de la familia Eriophyidae. Estos artrópodos cosmopolitas y microscópicos forman agallas en varias plantas, y algunas especies como Acalitus essigi y Acalitus vaccinii son plagas de importancia agrícola asociadas con los cultivos de bayas, y frutas de hueso. Este género incluye las siguientes especies:
- Acalitus acanthus Smith-Meyer, 1990
- Acalitus accolus Flechtmann, Amrine & Stasny, 1995
- Acalitus acnistii (Keifer, 1953)
- Acalitus aethiopicus Smith-Meyer, 1990
- Acalitus amicorum Flechtmann in Flechtmann, Kreiter, Etienne & Moraes, 2000
- Acalitus amydros Flechtmann & Etienne, 2001
- Acalitus ancyrivalis Smith-Meyer, 1990
- Acalitus anthonii Keifer, 1972
- Acalitus australis (Lamb, 1952)
- Acalitus avicenniae (Lamb, 1952)
- Acalitus batissimus Wilson, 1970
- Acalitus bosquieae (Farkas, 1961)
- Acalitus brevitarsus (Fockeu, 1890)
- Acalitus calycophthirus (Nalepa, 1891)
- Acalitus capparidis Flechtmann in Flechtmann, Kreiter, Etienne & Moraes, 2000
- Acalitus carbonis Navia & Flechtmann, 1998
- Acalitus carpatus Manson, 1984
- Acalitus chimanemanus Smith-Meyer, 1990
- Acalitus comptus Flechtmann in Flechtmann, Kreiter, Etienne & Moraes, 2000
- Acalitus cotoneastri (Nalepa, 1926)
- Acalitus cottieri (Lamb, 1952)
- Acalitus crotoni Smith-Meyer, 1990
- Acalitus dissimus Manson, 1984
- Acalitus epiphytivagrans Mohanasundaram, 1983
- Acalitus essigi (Hassan, 1928)
- Acalitus excelsus Manson, 1984
- Acalitus gilae Keifer, 1970
- Acalitus gossypii (Banks, 1904)
- Acalitus granulatus Flechtmann & Etienne, 2000
- Acalitus gratissimae Smith-Meyer, 1990
- Acalitus hassani Keifer, 1973
- Acalitus heliopsis Keifer, 1975
- Acalitus hereroensei Smith-Meyer, 1990
- Acalitus hibisci Mondal & Chakrabarti, 1982
- Acalitus intertextus Manson, 1984
- Acalitus inulaefolii Keifer, 1970
- Acalitus ipomocarneae Keifer, 1977
- Acalitus khorixanus Smith-Meyer, 1990
- Acalitus kohus Manson, 1984
- Acalitus ledi Keifer, 1965
- Acalitus longisetosus (Nalepa, 1892)
- Acalitus lowei Manson, 1971
- Acalitus lycioides Smith-Meyer, 1990
- Acalitus macrosetosus Flechtmann & Etienne, 2003
- Acalitus malelanus Smith-Meyer, 1990
- Acalitus mallyi (Tucker, 1926)
- Acalitus malpighiae Keifer, 1977
- Acalitus maracai (Boczek & Nuzzaci, 1988)
- Acalitus marinae Smith-Meyer, 1990
- Acalitus meliosmae Mohanasundaram, 1981
- Acalitus mikaniae Keifer, 1974
- Acalitus morrisoni Manson, 1970
- Acalitus notolius (Nalepa, 1919)
- Acalitus odoratus Keifer, 1970
- Acalitus orthomerus (Keifer, 1951)
- Acalitus osmius (Cromroy, 1958)
- Acalitus persicae Luo & Jiang, 1988
- Acalitus phloeocoptes (Nalepa, 1890) Ácaro de las agallas o de las yemas del ciruelo.
- Acalitus phoradendronis Keifer, 1972
- Acalitus phyllereus (Nalepa, 1919)
- Acalitus plicans (Nalepa, 1917)
- Acalitus prunispinosae (Nalepa, 1926)
- Acalitus pundamariae Smith-Meyer, 1990
- Acalitus purpurascensis (Cromroy, 1958)
- Acalitus rapaneae Keifer, 1977
- Acalitus reticulatae Mohanasundaram, 1981
- Acalitus rubensis Manson, 1970
- Acalitus rudis (G. Canestrini, 1891)
- Acalitus ruelliae (Channabasavanna, 1966)
- Acalitus sageretiae Kuang, 1987
- Acalitus salvadorae Keifer, 1974
- Acalitus santaluciae Keifer, 1966
- Acalitus santibanezi Garcia-Valencia & Hoffmann, 1997
- Acalitus schefflerae Mohanasundaram, 1981
- Acalitus simplex Flechtmann & Etienne, 2002
- Acalitus sogerctiae Kuang-Haiyua, 1987
- Acalitus spinus Manson, 1984
- Acalitus stenaspis (Nalepa, 1891)
- Acalitus stereothrix (Nalepa, 1914)
- Acalitus tanisetus Flechtmann, 1999
- Acalitus tanylobus Smith-Meyer, 1990
- Acalitus taurangensis (Manson, 1965)
- Acalitus ueckermanni Smith-Meyer, 1990

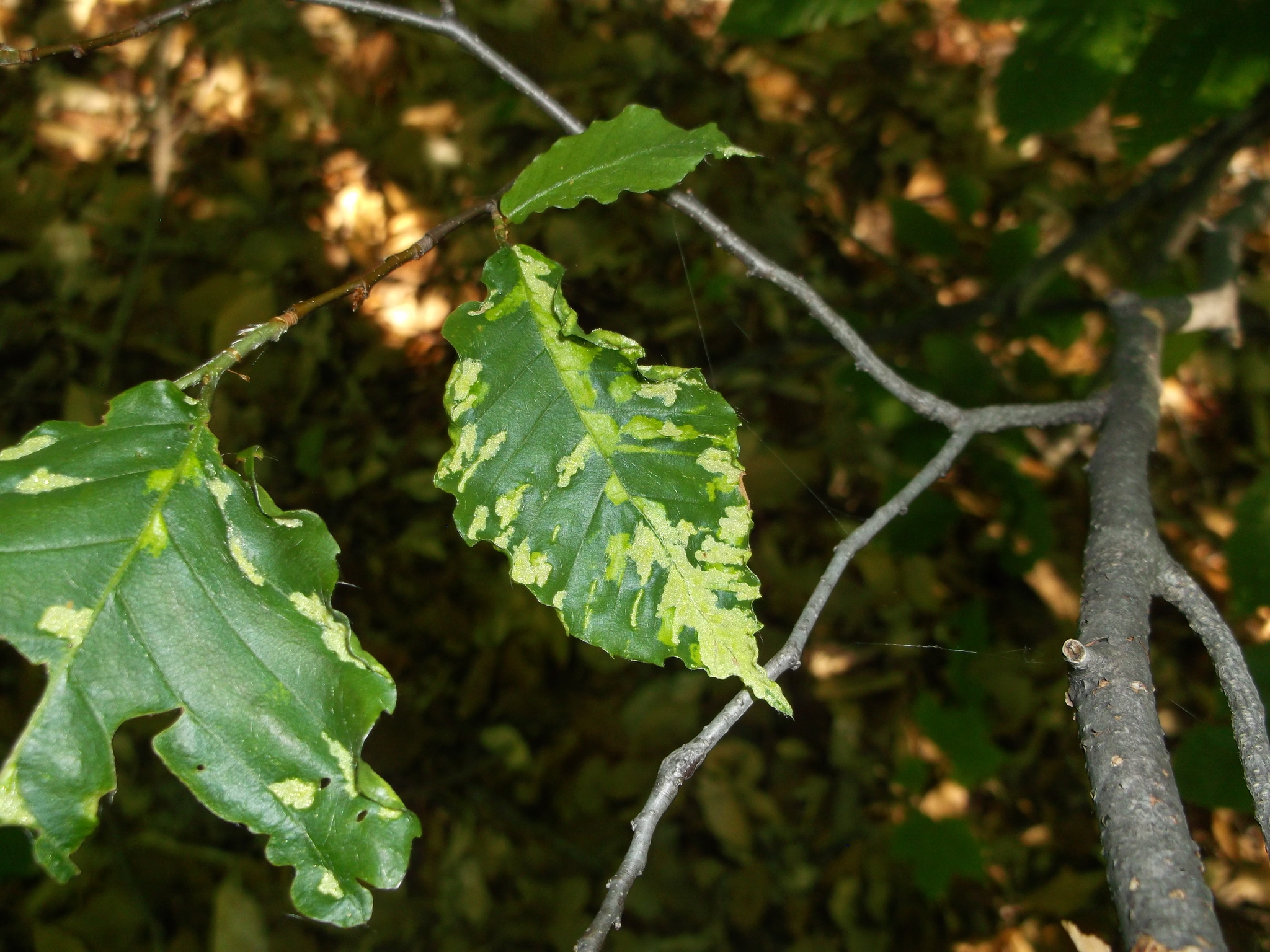
Hojas de Fagus grandifolia exhibiendo agallas erineas inducidas por Acalitus ferrugineum.

- Acalitus vaccinii (Keifer, 1939)